# La sfida dei giganti
 La sfida dei giganti (tytuł międzynar. Hercules the Avenger) – włoski film fabularny z 1965 roku, napisany przez Lorenzo Giccę Palliego oraz wyreżyserowany przez Maurizio Lucidiego. W rolach głównych wystąpili w nim mistrz świata w kulturystyce Reg Park (jako Herkules), Giovanni Cianfriglia oraz Gia Sandri. W filmie wykorzystano sceny z dwóch innych produkcji typu peplum, Ercole alla conquista di Atlantide oraz Ercole al centro della terra (1961); w obu grał Park. We Włoszech premiera projektu odbyła się w sierpniu 1965, a we Francji we wrześniu kolejnego roku.

## Fabuła
Syn siłacza Herkulesa pada ofiarą ataku lwów, w wyniku czego traci rozum. By uratować chore dziecko, Herkules musi wybrać się w niebezpieczną podróż do piekła. Porządku na Ziemi pilnować ma Anteo, zastępca Herkulesa. Nie jest jednak tak prawy i bohaterski, jak jego poprzednik.

## Obsada
- Reg Park − Herkules
- Giovanni Cianfriglia − Anteo
- Gia Sandri − królowa Leda
- Adriana Ambesi (w czołówce jako Audrey Amber) – Dejanira
- Luigi Barbini − Xantos
- Gianni Solaro − Teseo
- Franco Ressel − Eteocles
- Luigi Donato − Timoniere

## Wyróżnienia
By dobrze wypaść w roli muskularnego herosa, Park starannie rzeźbił swoje ciało. Wkrótce po występie w La sfida dei giganti wyróżniony został prestiżowym tytułem Mr Universe.